# Hestinalis cuneata
Hestinalis cuneata är en fjärilsart som beskrevs av Walter Karl Johann Roepke 1938. Hestinalis cuneata ingår i släktet Hestinalis och familjen praktfjärilar. Inga underarter finns listade i Catalogue of Life.